# Falkenbergs hamn

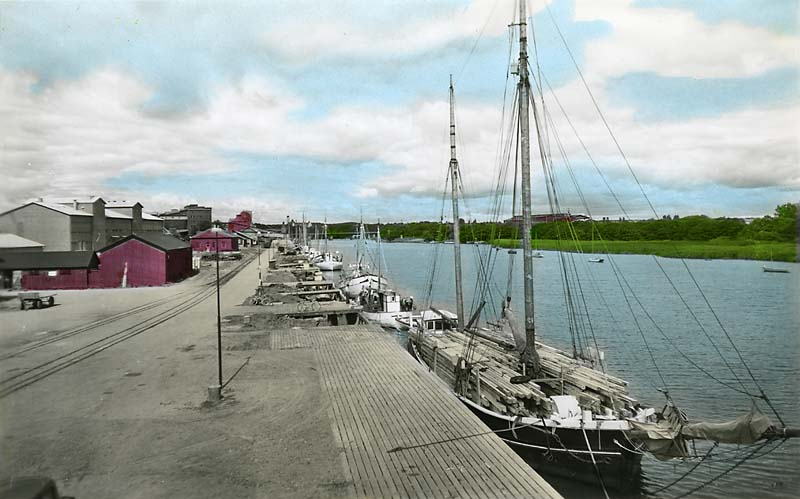
Bild från Falkenbergs hamn från mitten av 1900-talet.

Falkenbergs hamn börjar vid Ätrans mynning i havet och sträcker sig uppströms till Söderbron. I hamnen finns bland annat reparationsvarvet Falkvarv.
Anläggningarna ägs av Falkenberg kommun som hyr ut dem till det privatägda Falkenbergs Terminal AB.